# ピラジン
ピラジン（英: Pyrazine）は分子式C4H4N2の複素環式化合物であり、芳香族化合物の一つ。ベンゼンの1,4位の炭素が窒素で置換された対称的な構造(点群D2h)を持つ。
類縁体にピリジン、異性体にピリダジン、ピリミジンがあり、それらに比べて塩基性が弱い(参考: ピリジンのpKaは約5.2)。トウモロコシ様もしくは木の実様の甘い刺激臭をもつ、潮解性のロウ状固体を呈する。
食品の加熱調理の際に、メイラード反応(アミノカルボニル反応、端的にはアミノ酸と糖の反応)によるピラジンおよび様々な低級アルキルピラジンが生成し、ローストのような香気に重要な寄与をしている。テトラメチルピラジン（リグストラジン）はヒトの顆粒球においてスーパーオキシドアニオンを捕捉し、一酸化窒素の産生を抑えることが報告されている。
ピラジンの誘導体には香料・農薬など様々な用途がある。

## 合成
ピラジンおよびその誘導体を有機合成するために様々な合成方法が開発されている。
1876年に報告されたStaedel–Rügheimerピラジン合成反応は、2-クロロアセトフェノンをアンモニアと反応させてアミノケトンとし、これを縮合させたのちに酸化してピラジンを得る反応である。この亜種に1879年に報告されたGutknechtピラジン合成反応があり、同じく自己縮合を利用しているが、α-ケトアミンを合成する方法が異なる。
さらなる亜種としてGastaldi合成（1921年）が挙げられる。